# 延平路 (上海)
延平路是中華人民共和國上海市静安区一條南北走向道路，路名來自於現今福建省南平市的延平區。道路南起新闸路，北至新會路。全长1300米，宽14.9至16.1米，道路於中華民国12年(1923年)筹備建造，中華民国25年前（1936年）正式建造。